# Les Mystères de Pékin
Les Mystères de Pékin est un jeu de société créé par Mary Danby. Il a été publié en France par MB en 1987.
C'est un jeu pour deux à six joueurs.

## Principe
Différentes énigmes troublent la vie de Pékin. Chaque joueur incarne un détective, chargé de lever le voile sur ces mystères. Il doit sillonner la ville à la recherche d’indices donnés par des témoins (tels M. Tchang-Pabong, le poissonnier, ou Mme Dia-Mang, la bijoutière), qui lui permettront de découvrir le coupable. Cependant, un risque existe qu’un de ces témoins délivre une fausse information. Seul le sage saura confondre les menteurs. Pour finir, le détective devra rendre visite à l’espion, qui seul sait dans lequel des quatre dragons de défilé se cache le coupable.
Le jeu est ainsi comparable à Qui est-ce ?, dans le sens où le joueur doit découvrir l’identité d’une personne à l’aide de ses caractéristiques physiques.

### Contenu de la boîte
- 6 pions détectives
- 60 cartes « Témoin »
- 12 cartes « Le Sage »
- 12 cartes « L’Espion »
- 24 cartes « Indic »
- 4 jetons dragons
- 4 grilles de coupables possibles
- 1 livret de 50 énigmes
- 1 bloc-notes de feuilles d'indices
- 3 décodeurs (rouge, miroir, grille SPY)
- 1 carte écran pour désigner le coupable
- 1 dé

### Personnages
Détectives
- M. Majonk-Tang
- M. Houson-Métong
- M. Fou-Ding
- M. Tchin-Tchin
- M. Lee-Paoli
- M. Doré-Ming

Témoins
- M. Lee Pres'Hing (laverie)
- Mme Dia-Mang (bijouterie)
- M. Ri-Al'O (restaurant)
- Lady Shar-Ming (palais de jade)
- M. Tchang-Pabong (poissonnerie)
- Miss Fong-D'Ting (salon de beauté)

Informateurs
- L'espion (marché)
- Le sage (temple)

Suspects
1. Sing-Song
2. Dino Lee
3. Hedi Dong
4. Haïe Holi
5. Pag Aïe
6. So Mong
7. Tang Pee
8. Ding Dong
9. Pat Tchouli
10. Lap Lee
11. Mar Maïe
12. Ping Pong

## Film publicitaire
La voix off de la publicité française du jeu (diffusée à partir de 1988) est celle du doubleur Serge Sauvion. Cela semble être un clin d'œil aux personnages de Mike Hammer (accentué par la tenue vestimentaire portée par le jeune garçon dans la publicité) ainsi qu'à Columbo, tous deux détectives et doublés dans leurs séries respectives par Serge Sauvion.

## Livre-jeux
- Les Mystères de Pékin : c'est toi le héros / Bertrand Puard. Vanves : Hachette romans, coll. "Bibliothèque verte. Plus. Aventures sur mesure XXL", 10/2020, 144 p.  (ISBN 978-2-01-628922-8)